# Liste der Bodendenkmäler in Bedburg-Hau
Die Liste der Bodendenkmäler in Bedburg-Hau enthält die denkmalgeschützten unterirdischen baulichen Anlagen, Reste oberirdischer baulicher Anlagen, Zeugnisse tierischen und pflanzlichen Lebens und paläontologischen Reste auf dem Gebiet der Gemeinde Bedburg-Hau im Kreis Kleve in Nordrhein-Westfalen (Stand: September 2020). Diese Bodendenkmäler sind in Teil B der Denkmalliste der Gemeinde Bedburg-Hau eingetragen; Grundlage für die Aufnahme ist das Denkmalschutzgesetz Nordrhein-Westfalen (DSchG NRW).
| Bild                               | Bezeichnung                              | Lage                                   | Beschreibung                             | Bauzeit | Eingetragen seit | Denkmal- nummer |
| ---------------------------------- | ---------------------------------------- | -------------------------------------- | ---------------------------------------- | ------- | ---------------- | --------------- |
| Hügelspitzberg                     | Hügelspitzberg                           | Hau Schmelenheide                      | Künstliche erhöhter Hügelspitz (17. Jh.) |         | 26.02.2009       | 12              |
| Herrensitz Haus Eyl                | Herrensitz Haus Eyl                      | Huisberden Schlenk 14                  | Graben einer ehemaligen Wasserburg       |         | 31.07.1985       | 1               |
|                                    | Spykerhügel                              | Qualburg Am Deich 7                    |                                          |         | 20.05.1986       | 5               |
| weitere Bilder                     | Römische Siedlungsstelle „Quadriburgium“ | Qualburg                               |                                          |         | 22.02.1991       | 8               |
|                                    | Landwehr                                 | Schneppenbaum Uedemerstraße (parallel) |                                          |         | 08.09.1986       | 6               |
| weitere Bilder                     | Wasserburg Schloss Moyland               | Till-Moyland Am Schloß                 |                                          |         | 25.11.1992       | 9               |
|                                    | Landwehr                                 | Till-Moyland Alte Bahn                 |                                          |         | 09.04.1986       | 4               |
|                                    | Grabhügelgruppe                          | Till-Moyland Berk’sche Straße          |                                          |         | 03.04.1986       | 3               |
| weitere Bilder                     | Burgwüstung Haus Ossenbroek              | Till-Moyland Bienenstraße              |                                          |         | 21.02.1990       | 7               |
|                                    | Landwehr, Kaltenbergkaten                | Till-Moyland                           |                                          |         |                  | 10              |
|                                    | Landwehr, Golfplatz                      | Till-Moyland                           |                                          |         | 05.03.2003       | 11              |
| Mehrteilige Burganlage „Haus Till“ | Mehrteilige Burganlage „Haus Till“       | Till-Moyland Sommerlandstraße (Nähe)   |                                          |         | 21.03.1986       | 2               |